# Суперкубок Брунею з футболу 2003
Суперкубок Брунею з футболу 2003  — 2-й розіграш турніру. Матч відбувся 13 серпня 2004 року між чемпіоном Брунею клубом Віджая та володарем Кубка Брунею клубом МС АБДБ.
| Володар Суперкубка Брунею 2003 |
| ------------------------------ |
|                                |
| Віджая Перший титул            |

## Матч

### Деталі
| 13 серпня 2004 |

| Віджая    | 1:0 | МС АБДБ |
| --------- | --- | ------- |
| Бакір 10' |     |         |

|  |